# Guillaucourt
Guillaucourt là một xã ở tỉnh Somme, vùng Hauts-de-France, Pháp.

## Địa lý
Thị trấn này tọa lạc 16 dặm Anh về phía đông nam của Amiens tại giao lộ của đường D165 và đường D136 và gần đường ô tô A29.

## Dân số
| 1962                                                         | 1968 | 1975 | 1982 | 1990 | 1999 |
| ------------------------------------------------------------ | ---- | ---- | ---- | ---- | ---- |
| 317                                                          | 340  | 323  | 302  | 296  | 305  |
| Số liệu điều tra dân số từ năm 1962, dân số không tính trùng |      |      |      |      |      |